# Break the Records: By You & For You
Break the Records: By You & For You (stylizowane również jako Break the Records -by you & for you-) –  czwarty album japońskiej grupy KAT-TUN wydany 29 kwietnia 2009 roku przez J-One Records. Album został wydany w dwóch edycjach: limitowanej ze 36 stronicowym albumem ze zdjęciami oraz regularnej, która posiada dodatkową piosenkę "MOON".

## Wydanie albumu
W pierwszym tygodniu od wydania albumu został on sprzedany w liczbie 200 220 egzemplarzy. Album zadebiutował na 1. miejscu listy Oricon i utrzymał się tam przez 4 tygodnie od daty premiery.

## Single
- "DON'T U EVER STOP" — Pierwszy singiel, który został wydany w 4 edycjach: 3 limitowane edycje zawierające po 2 solowe piosenki członków oraz edycja regularna. Singiel zadebiutował na 1. miejscu notowania Oricon i w pierwszym tygodniu sprzedał się w liczbie 381 672 egzemplarzy, a łącznie w ilości 447 229, tym samym stając się #8 singlem roku 2008[3][4].

- "White X'mas" — Drugi singiel, który został wydany w Grudniu 2008 roku. Wydany został w 2 edycjach: limitowanej edycji CD+DVD z 20 stronicową książeczką oraz limitowanej edycji CD. Singiel sprzedał się do końca roku w liczbie 250 106 egzemplarzy, tym samym stając się #24 singlem roku 2008[5].

- "ONE DROP" — Trzeci singiel, który został wydany w 3 edycjach: limitowanej edycji CD+DVD, regularnej i regularnej First Press zawierającej dodatkowy utwór "On My Mind". Singiel zadebiutował na 1. miejscu listy Oricon i w pierwszym tygodniu sprzedał się w liczbie 281 359 egzamplarzy, a w całym roku 2009 w liczbie 331 248. Piosenka "ONE DROP" została użyta w doramie (japońskiej operze mydlanej) Kami No Shizuku, w której wystąpił członek KAT-TUN, Kamenashi Kazuya[6].

- "RESCUE" — Czwarty i ostatni singiel z albumu, który został wydany tak samo jak poprzedni singiel, w 3 edycjach (regularna edycja First Press zawiera dodatkowy utwór "On Your Mind -Please come back to me-"). Singiel, jak poprzednie, odniósł wielki sukces sprzedając się w pierwszym tygodniu w liczbie 322 597 egzemplarzy. Piosenka "RESCUE" została użyta w doramie RESCUE~Tokubetsu Koudo Kyuujotai, w której wystąpił członek KAT-TUN, Nakamaru Yūichi[7].

## Lista utworów
1. "DON'T U EVER STOP" (Spin, Joker, Shusui, Fredrik Hult, Carl Utbult) – 4:14
2. "SADISTIC LOVE" (Masanco, Joker, Steven Lee, Eigo) – 4:53
3. "RESCUE" (Eco, Joker, Shusui, Tord Bäckström, Bengt Girell) – 4:44
4. "WATER DANCE" (Masanco, Joker, M.Y, Yūichi Hamamatsu) – 4:23
5. "ONE DROP" (Spin, Joker, T-oga, Mur, Ha-j) – 3:35
6. "WHITE WORLD"1 (Katsuhiko Sugiyama) – 4:41
7. "care"2 (Akanishi, Kazunari Ohno, Noriyoshi Matsushita) – 3:19
8. "1582"3 (N, M.Y., Hamamatsu) – 4:33
9. "PIERROT"4 (Joker, Atsushi) – 3:47
10. "Hana no Mau Machi (jap. 花の舞う街)"5 (Ueda, Kao) – 4:35
11. "WIND"6 (Taguchi, Gin Kitagawa) – 5:12
12. "Kimi Michi (jap. 君道)" (Mugen, Hidenori Tanaka, Kōsuke Noma) – 4:25
13. "Shunkanshūtō (jap. 春夏秋冬)" (Eco, Joker, Kōji Makino, Kaoru Okubo) – 3:47
14. "White X'mas" (Eco, Joker, Nao, Ha-j) – 4:49
15. "NEIRO" (Spin, Ryōsuke Shigenaga, Yoshinao Mikamij) – 4:50
16. "MOON"7 (Eco, Masanco, Jovette Rivera, Joey Carbone, Takiyama) – 4:44

 1 2 3 4 5 6 Yūichi Nakamaru, Jin Akanishi, Kazuya Kamenashi, Koki Tanaka, Tatsuya Ueda i Junnosuke Taguchi – solówki w ww. kolejności.
7 Tylko regularna edycja.